# Applied Physics Laboratory

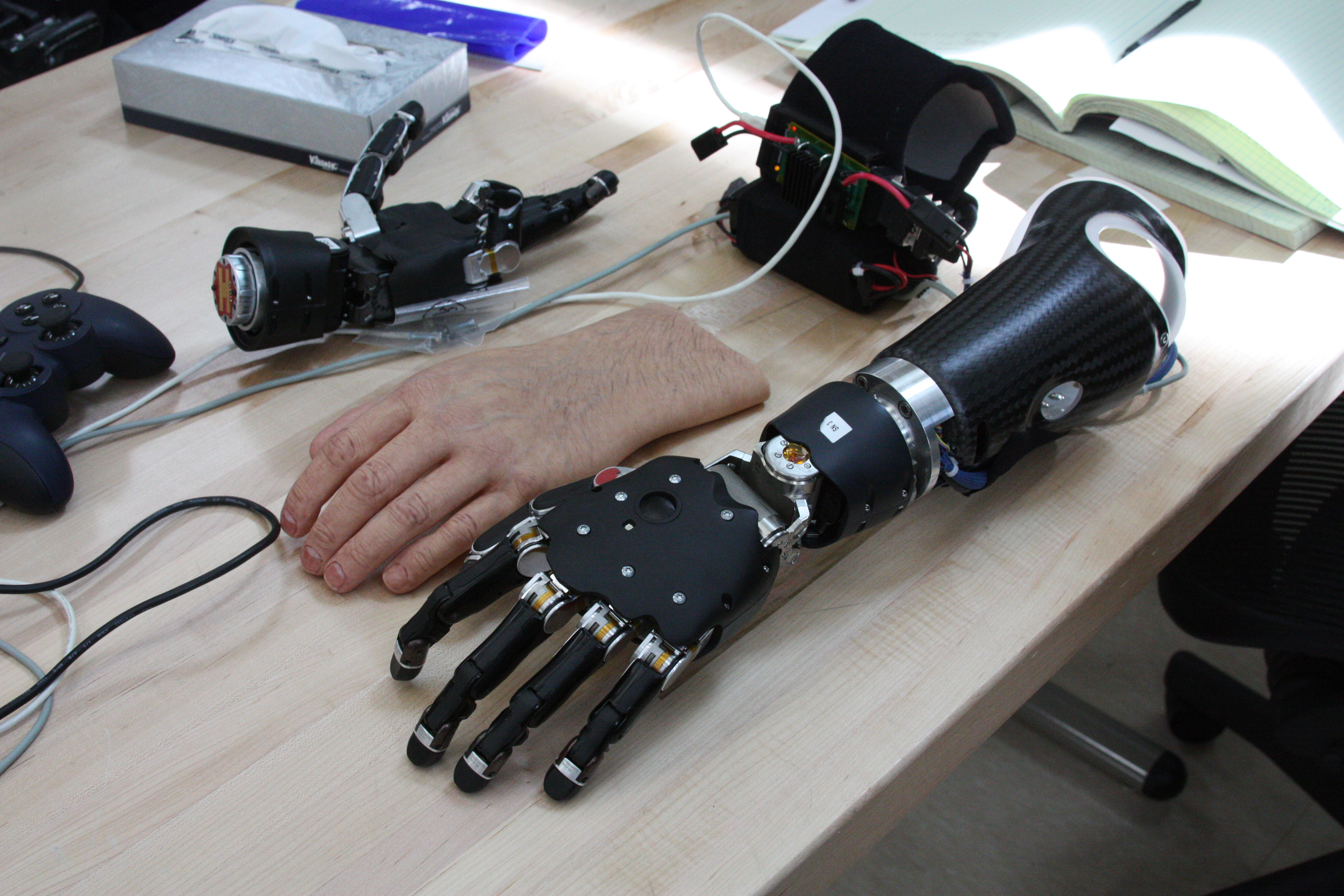
Uma prótese de alta tecnologia criada pelo APL.

O Applied Physics Laboratory (APL) (em português: Laboratório de Física Aplicada) da Universidade Johns Hopkins, localizado no Condado de Howard, Maryland, próximo a Laurel e Columbia. Criado em 1942, é um centro de pesquisas sem fins lucrativos vinculado à Universidade, que emprega cerca de 4.500 pessoas. O APL, geralmente é contratado para a prestação de serviços ao setor de defesa. Ele serve como um recurso técnico do Departamento de Defesa, NASA e outras agências governamentais. 
O laboratório, é uma organização de pesquisa e desenvolvimento independente, e não uma divisão acadêmica da Universidade Johns Hopkins. A divisão de Engenharia da Universidade, oferece cursos de graduação através do seu programa "Engenharia para profissionais". Cursos são ministrados em sete locais diferentes na área metropolitana de Baltimore, incluindo o APL Education Center.